# ルイス・オリヴェイラ
ルイス・オリヴェイラ（Luis Oliveira, 1969年3月24日 - ）は、ブラジル・サン・ルイス出身の元サッカー選手。現サッカー指導者。ポジションはフォワード。驚異的なまでのスピードを持ち、テクニックとフィジカルに優れた選手であった。

## クラブ経歴
ブラジル・マラニョン州サン・ルイスのスラム街の貧しい家庭で生まれ育つ。たまたま出場した試合で2得点を挙げたことがスカウトの目に留まり、1985年、ベルギーの強豪RSCアンデルレヒトで練習生となったが、寒さやホームシックから、環境への適応に苦しんだ。ユースのトーナメントで活躍し、ユースチームに背式に登録された。1987年にトップチームに合流、1988年にトップデビューを果たし、セカンドストライカーとしてプレーした。1989-90シーズンにはカップウィナーズカップ決勝に進出した。1990-91シーズンにリーグ優勝を果たした。1991-92シーズンには完全にレギュラーとなっていた。
1992-93シーズンにイタリアへ渡りカリアリ・カルチョ加入、そのシーズンは29試合で7得点を挙げた。1993-94シーズンから加入したフリオ・デリー・バルデスとのコンビが冴え、このシーズンはリーグ戦で12得点を挙げた。またUEFAカップでは準決勝まで進出した。カリアリでの最後のシーズンとなった、1995-96シーズンは15得点を挙げるなどの活躍を見せた。
1996-97シーズンからACフィオレンティーナに移籍し、ガブリエル・バティストゥータ、ルイ・コスタとコンビを組んだ。バティストゥータとのコンビネーションの良さはセリエAの中でも際立つものであった。 初年度のリーグ戦では9得点、1997-98シーズンには15得点を挙げた。1998-99シーズンに監督がジョヴァンニ・トラパットーニに代わると、エジムンドが前年の終盤に加入したこともあって、ウイングや中盤でのプレーを求められた。この年チームは3位に入ったが、翌1999-00シーズン開幕後にカリアリと複帰した。その後はイタリア国内の様々なチームを渡り歩いた。
2009年からセリエDのムラヴェーラでプレーし、2011年に現役を退いた。

## 代表経歴
1992年2月26日、ベルギー代表としてのデビュー戦となったチュニジア戦で代表初ゴールを挙げた。その後も定期的に代表てプレーし、ワールドカップ・アメリカ大会に向けたメンバー決定前最後の代表戦でも先発出場していたが、監督との諍いから大会登録メンバーに選ばれなかった。
ワールドカップ・フランス大会予選では5得点を挙げて本大会出場に貢献。本大会ではグループリーグの3試合に出場、メキシコ戦ではコーナーキックからアシストを決めた。代表チームでは31試合で7得点。

## 代表歴

### 出場大会
- ベルギー代表
  - 1998 FIFAワールドカップ

### 試合数
- 国際Aマッチ 31試合 7得点（1992年-1999年）[4]

| ベルギー代表 | 国際Aマッチ | 国際Aマッチ |
| 年           | 出場        | 得点        |
| ------------ | ----------- | ----------- |
| 1992         | 3           | 1           |
| 1993         | 4           | 0           |
| 1994         | 3           | 0           |
| 1995         | 0           | 0           |
| 1996         | 5           | 1           |
| 1997         | 6           | 5           |
| 1998         | 8           | 0           |
| 1999         | 2           | 0           |
| 通算         | 31          | 7           |

## タイトル
RSCアンデルレヒト
- ベルギー・リーグ 1990-91
- ベルギー・カップ 1988-89